# 朱超石
朱超石（しゅ ちょうせき、382年 - 418年）は、東晋末の軍人。本貫は沛国沛県。朱齢石の弟にあたる。

## 経歴
朱綽の子として生まれた。成長すると騎乗を得意とし、兄弟とともに尺牘を楽しんだ。桓謙が衛将軍となると、超石はその下で行参軍に任じられた。また何無忌の下で参輔国軍事・参右軍軍事をつとめた。義熙6年（410年）、徐道覆が何無忌を破ると、超石は徐道覆に捕らえられて、その下で参軍となった。石頭に到着すると、超石は単舸に乗って劉裕のもとに逃れ、帰順した。劉裕の下で徐州主簿となった。桓謙の遺体を収容して、自ら葬儀を営んだ。車騎参軍事となり、尚書都官郎に転じた。まもなく中兵参軍・寧朔将軍・沛郡太守に任じられた。義熙8年（412年）、劉裕が劉毅を討つと、超石は劉裕の下で従軍して江陵に進軍したが、到着しないうちに劉毅の乱は平定されていた。義熙11年（415年）、檀道済とともに司馬休之の乱の討伐に向かったが、魯宗之が軍を率いて超石らを迎えたため、戦わずに江陵を平定した。襄陽に入り、新野郡太守を兼ねた。魯宗之を追って南陽まで北上して帰還した。
義熙12年（416年）、劉裕が北伐をおこなうと、超石は先鋒として黄河流域に入った。北魏の明元帝は10万の大軍を黄河の北岸に駐屯させて、晋軍の渡河を阻止しようとした。黄河の流れは速く、北岸にたどりついた晋軍の兵は魏軍に殺害された。劉裕は白直隊主の丁旿に命じて車100乗を連れて黄河の北岸に派遣させた。超石は劉裕の命を受けて丁旿の確保した橋頭堡に赴き、大弩100張を運び込み、1車に20人を割り当てて、陣地を構築した。明元帝は南平公長孫嵩に3万騎を与えて、晋の北岸陣地を攻撃させたが、超石が陣地を守って100張の弩が同時に発射させると、魏軍は多くの犠牲を出して退却した。超石が胡藩・劉栄祖らを率いて魏軍を追撃したところ、再び魏軍の包囲を受けたが、1日中奮戦して魏軍を敗走させた。劉裕が振武将軍の徐猗之に5000人を与えて越騎城に向かわせると、後秦の軍が徐猗之を包囲して陣を張った。超石は徐猗之の救援に向かったが、到着しないうちに秦軍は退却した。晋軍が蒲坂を落とすと、超石は河東郡太守に任じられて、駐屯した。秦軍が超石の兵の少ないのをみて、再び蒲坂の奪回のために攻撃してくると、超石は敗れて潼関に逃げ帰った。
義熙14年（418年）、劉裕が長安から東帰すると、超石は河水の道を通って彭城に入り、中書侍郎に任じられ、興平県五等侯に封じられた。夏の赫連勃勃が関中に侵攻してくると、超石は劉裕の命を受けて軍を率いて向かった。蒲坂に到着すると、兄の朱齢石が長安から東に逃れて曹公塁に到達していたため、超石は黄河を渡って朱齢石を迎えた。朱齢石とともに夏軍と戦い、捕らえられて殺害された。享年は37。

## 伝記資料
- 『宋書』巻48 列伝第8
- 『南史』巻16 列伝第6